# Ивашковка (Черниговская область)
Ива́шковка (укр. Івашківка) — село в Городнянском районе Черниговской области Украины (с 1944 по 1946 год включительно село относилось к Репкинскому району).

## География
Расположена в 27 км от районного центра и в 31 км от железнодорожной станции Городня. Население — 1500 человек. Сельсовету подчинены села Долгое и Перше-Травня. Адрес совета: 15152, Черниговская обл., Городнянский р-он, село Ивашковка, ул. Петра Капшука,1 , тел. 3-38-16. Ближайшая ж/д станция — Халявино (линия Гомель-Чернигов), 20 км.

## История
Село основано в 1638 г.
Универсалом гетмана Ивана Мазепы от 28 апреля 1699 года передана генеральному бунчужному Ивану Скоропадскому (будущему гетману). До этого принадлежала тестю Ивана Скоропадского полковому есаулу Никифору Калениковичу.
Ивашковка впервые упоминается в документах за 1639 г. Советская власть установлена в декабре 1917 г. В январе 1919 г. здесь дислоцировался 1-й батальон Богунского полка. В конце августа 1941 г. в районе Ивашковки шли ожесточенные бои. 2-й дивизион 357-го легкоартиллерийского полка подвергся внезапному. нападению фашистских танков. Наводчик Бригада уничтожил три танка. Уже будучи раненым, он подбил четвертый танк. Пытаясь взять в плен раненого бойца, фашисты артиллерийским огнём разбили орудие. Предпочтя смерть плену, Бригада с криком «Прощайте, товарищи!» скрылся в избе, объятой пламенем. В сентябре 1943 г. в районе сел Ивашковки, Куликовки и Першотравня, где противник создал узел сопротивления, части 7-го гвардейского кавалерийского корпуса вели тяжелые, затяжные бои с мотопехотой и танками противника. Было освобождено 800 военнопленных и мирных граждан, которых фашисты пытались угнать на каторгу. Под Куликовкой раненный в голову и руку командир сабельного эскадрона 54-го гвардейского кавалерийского полка 14-й гвардейской кавалерийской дивизии младший лейтенант армянин Г. М. Арзуманов, повел своих бойцов в атаку. В этом бою он погиб. Геройский подвиг в бою за Куликовку совершил командир сабельного взвода этого же полка гвардии лейтенант А. И. Тарасенко (русский). Он подбил вражеский танк, а затем повел конников в атаку на село. Был дважды ранен, умер в госпитале. Г. М. Арзуманову (похоронен в с. Макишине) и А. И. Тарасенко посмертно присвоено звание Героя Советского Союза. На фронтах Великой Отечественной войны и в партизанских отрядах сражались 467 местных жителей, 126 из них награждены орденами и медалями СССР, погиб 341 человек.
На территории Ивашковки размещена центральная усадьба колхоза им. Жданова, за которым закреплено 5955 га сельскохозяйственных угодий, в том числе 3404 га пахотной земли. Хозяйство выращивает зерновые, картофель, лен. Развито производство молока и мяса. За трудовые достижения 38 колхозников награждены орденами и медалями СССР, в том числе орденом Ленина — звеньевая Н. А. Качная, орденами Ленина и Октябрьской Революции — свинарка М. Ф. Пирог, орденом Октябрьской Революции — рядовой колхозник И. Ф. Романенко, орденом Трудового Красного Знамени — заместитель управляющего отделением № 1 М. В. Гримуд и слесарь А. С. Потапенко, звеньевая Н. В. Пивень. Председателю колхоза Г. Е. Колинько присвоено звание заслуженного агронома УССР.

## Инфраструктура
В селе есть средняя школа (27 учителей и 282 учащихся), дом культуры с залом на 250 мест, библиотека с книжным фондом 10 тыс. экземпляров, фельдшерско-акушерский пункт, 3 магазина, комплексный приемный пункт райбыткомбината, отделение связи, АТС на 150 номеров. Две партийные организации объединяют 87 коммунистов, комсомольская — 139 членов ВЛКСМ. Партийная ячейка создана в 1918, комсомольская — в 1920 году.
В Ивашковке установлены 2 памятника и 2 обелиска в честь павших воинов-односельчан и советских воинов, отдавших жизнь в боях за село.

## Уроженцы Ивашковки
- Здесь родился участник военного парада русских войск 10.09.1815 г. под городом Вертю и председатель Вологодской палаты гражданского и уголовного суда Павел Дмитриевич Пузыревский-Пузан Архивная копия от 12 января 2020 на Wayback Machine (14.12.1798 г., с. Ивашковка (Ивашков), Городнянский уезд, Черниговская губерния — † 09.03.1878 г., Вологда).